# 傑伊鎮區 (明尼蘇達州馬丁縣)
傑伊鎮區（英語：Jay Township）是位於美國明尼蘇達州馬丁縣的一個行政鎮區，得名自政治家、革命家、外交家和法學家约翰·杰伊（John Jay）。

## 地方資料
傑伊鎮區的面積為93.76平方千米，當中陸地面積為93.74平方千米，而水域面積為0.01平方千米。根據2020年美國人口普查的數據，當地共有人口230人，而人口密度為每平方千米2.45人。